# Viktoria (namn)

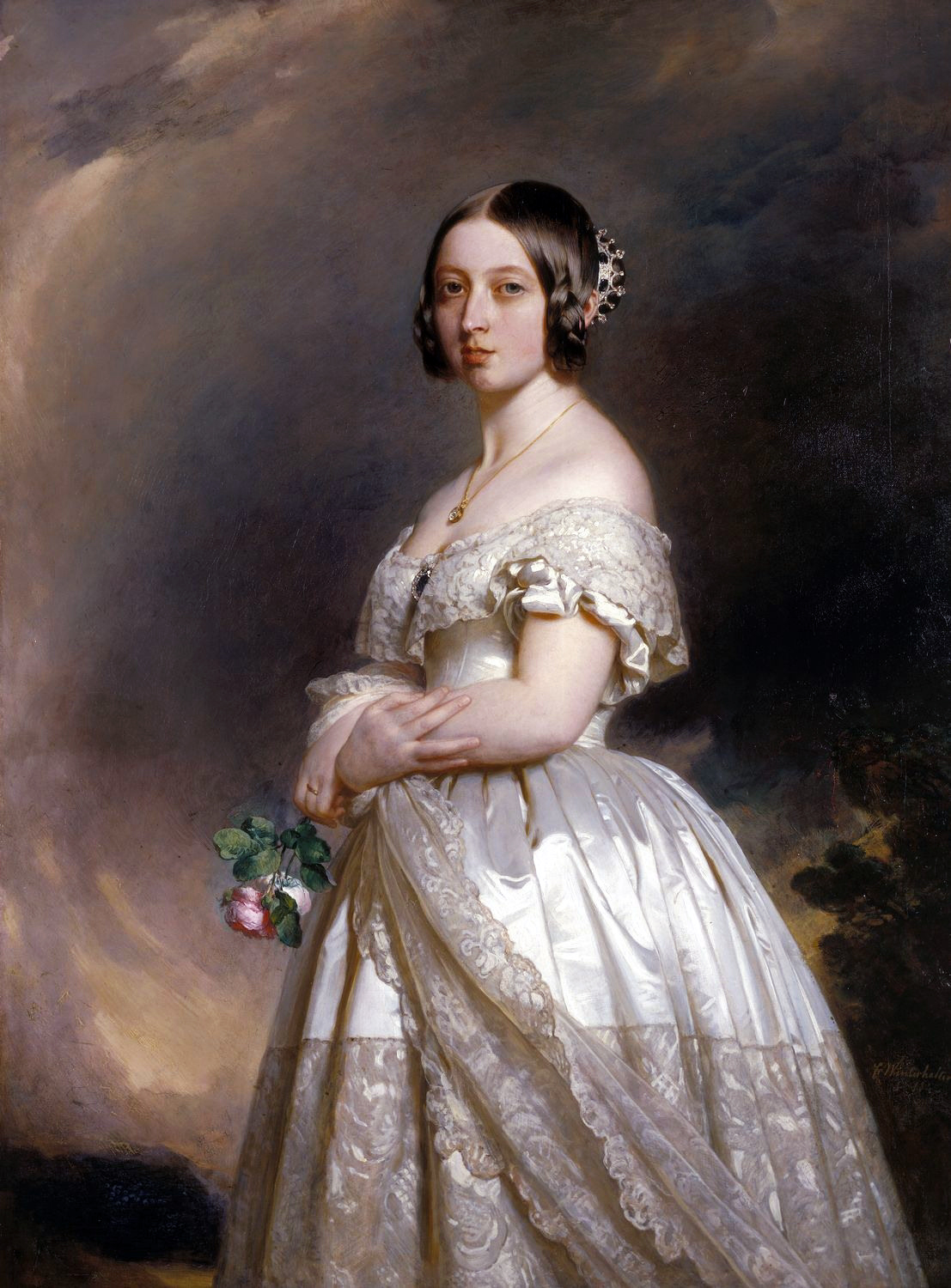
Victoria, som var regerande drottning av Storbritannien och kejsarinna av Indien, är den mest kända namnbäraren.

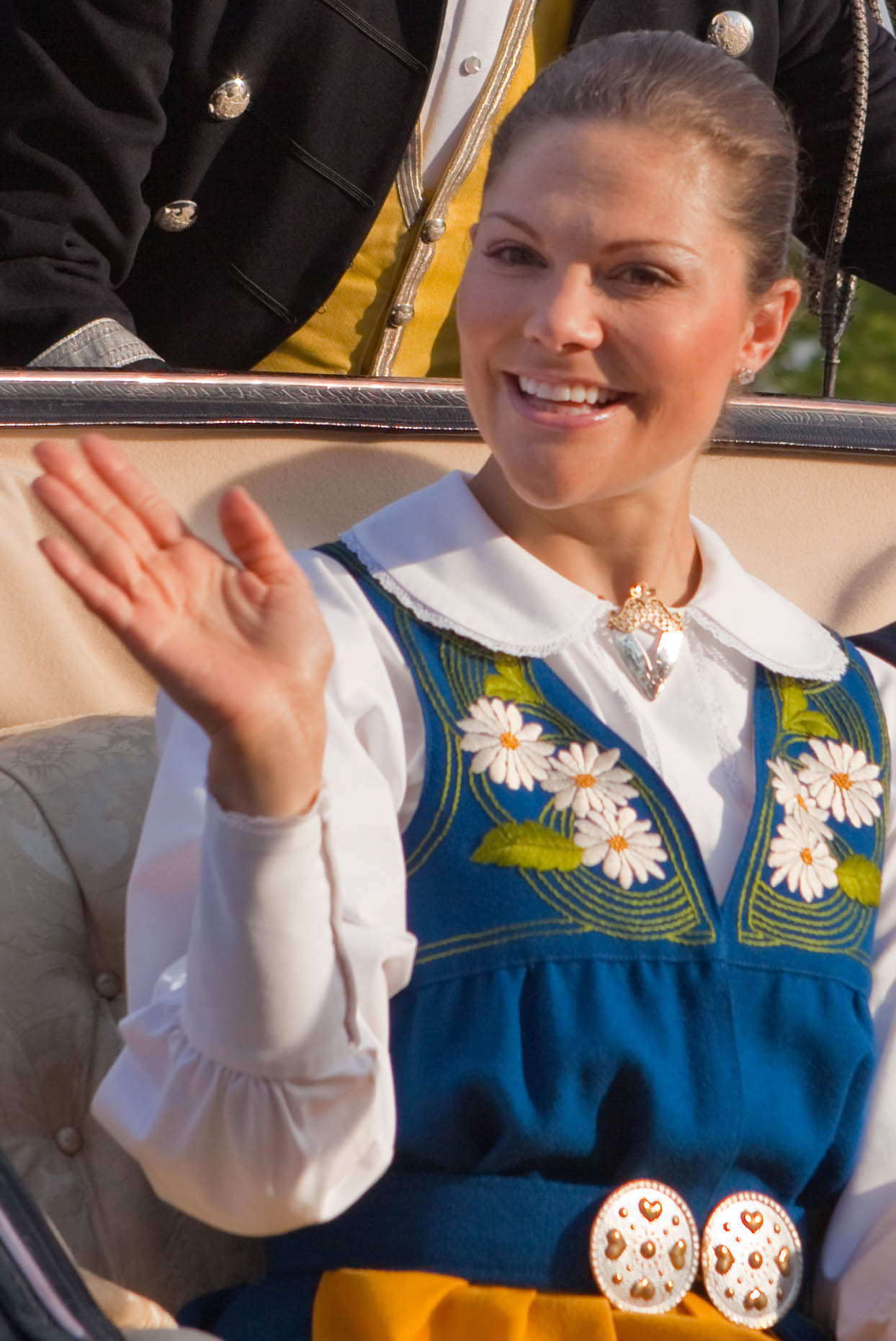
Kronprinsessan Victoria.

Kvinnonamnet Viktoria eller Victoria kommer, liksom den manliga motsvarigheten Viktor, från det latinska ordet victor ’segrare’. Stavningen med c är vanligast bland yngre bärare i Sverige.
Namnet är ett av 1980-talets stora modenamn. Kulmen nåddes 1993 då namnet låg på 32:a plats. Den 31 december 2005 fanns det totalt 65 677 personer i Sverige med förnamnet Victoria eller Viktoria varav 11 339 med det som tilltalsnamn. År 2003 fick 1 116 flickor namnet, varav 203 fick det som tilltalsnamn.
Sedan 1882 har Viktoria haft namnsdag den 12 mars i Sverige. Från 1830 till 1881 hade Victoria (med c) namnsdag den 23 december. I den finlandssvenska namnsdagslängden har Viktoria namnsdag 22 mars sedan starten 1929, då en egen namnsdagskalender togs i bruk för finlandssvenskar, med undantag av 1950–1972 då namnsdagen var 7 maj.
Andra varianter är Wiktoria, Wictoria, Victorie, Wictorie, Vittoria, Vittorina, Vittoriana (italienska), Victoire (franska). Vicky, Vicki, Vickie, Vickan och Vicke är några kortformer.

## Personer med namnet Viktoria/Victoria
- Viktoria I av Storbritannien, brittisk drottning och statschef 1837–1901, indisk kejsarinna
- Victoria av Baden, svensk drottning
- Victoria, svensk kronprinsessa sedan 1980
- Viktoria av Storbritannien, tysk kejsarinna 1888
- Victoria Abril, spansk skådespelerska
- Victoria de los Ángeles, spansk opera- och konsertsångerska
- Victoria Azarenka, vitrysk tennisspelare
- Victoria Beckham, brittisk sångerska
- Victoria Benedictsson, svensk författare
- Victoria Boni, svensk operasångare
- Victoria Borisova-Ollas, svensk kompositör
- Victoria Dyring, svensk programledare och producent
- Wiktoria Guść,  polsk simmare
- Viktoria av Hessen-Darmstadt, adelsdam
- Victoria Holt, brittisk författare
- Wiktoria Johansson, svensk sångerska känd som Wiktoria
- Victoria Kahn, svensk teaterpersonlighet
- Viktoria Krantz, svensk sångerska
- Wiktoria Leszczyńska, polsk skådespelare
- Viktoria Mullova, rysk violinist
- Victoria Principal, amerikansk skådespelerska
- Viktoria Rebensburg, tysk alpin skidåkare
- Victoria Sandell Svensson, svensk fotbollsspelare, VM-silver 2003
- Victoria Silvstedt, svensk fotomodell
- Victoria Song, kinesisk sångerska
- Victoria Thornley, brittisk roddare
- Viktoria Tolstoy, svensk sångerska
- Victoria Åberg, finländsk konstnär

## Fiktiva figurer
- Victoria, flicka från Sollentuna i filmen Bert – den siste oskulden'
- Victoria, en figur i de tre amerikanska filmerna Twilight, New Moon och Eclipse